# Port lotniczy Lima-Jorge Chávez
Port lotniczy Lima-Jorge Chávez (IATA: LIM, ICAO: SPJC) – międzynarodowy port lotniczy położony 10 km od Limy, w mieście Callao. Jest największym portem lotniczym w Peru. W 2006 obsłużył 6 038 922 pasażerów. W 2009 roku lotnisko obsłużyło 8,78 mln pasażerów i 104 tys. operacji lotniczych, który choć niewielki, był jednym z najszybciej rosnących w obu Amerykach. Od stycznia do listopada 2010 roku lotnisko obsłużyło 9,3 mln pasażerów, a do końca 2010 roku na lotnisko osiągnęło 10,2 mln pasażerów. Przez wiele lat był ośrodkiem nieistniejącego już Aeroperú i Compania de Aviación Faucett, jednej z najstarszych linii lotniczych w Ameryce Łacińskiej. Teraz służy jako centrum dla wielu firm lotniczych.

## Historia
Pierwsze lotnisko w Limie to Port lotniczy Limatambo, znajdujące się w San Isidro, które zakończyło działalność w 1960 roku ze względu na brak miejsca i zdolności do obsługi rosnącego ruchu. W tym samym roku, Port lotniczy Lima-Callao rozpoczął działalność w Callao. W czerwcu 1965 roku, nazwa lotniska została zmieniona na „Aeropuerto Internacional Jorge Chávez” na cześć peruwiańskiego lotnika Jorge Chávez Dartnell i w grudniu 1965 obecny budynek terminala został otwarty.
Z biegiem czasu lotnisko pokazało sygnały słabości, brak miejsca dla pasażerów i przestarzałą technologię w radarach i bezpieczeństwie. W 2001 r. w celu usprawnienia i rozbudowy jego infrastruktury, lotnisko uzyskało weszło w skład Lima Airport Partners (LAP), obecnie składa się z Fraport i dwóch innych drobnych partnerów, zachowując kontrolę ruchu lotniczego zarządzaną przez CORPAC.

### Rozbudowa
W lutym 2005 roku pierwszy etap renowacji i projekt rozbudowy został zakończony, w tym Peru Plaza Shopping Center i nowa hala. W czerwcu 2007 roku czterogwiazdkowy hotel został otwarty przed terminalem „Ramada Costa del Sol”. W styczniu 2009 roku, drugi etap rozbudowy terminalu został otwarty. Obecnie terminal ma 28 bramek, z czego 19 z rękawami. W sierpniu 2009 roku, Port lotniczy Lima-Jorge Chávez poinformował, że powinien otrzymać nowe ILS CAT III w 2010 roku, co pomoże podczas lądować w czasie mgieł. Budowa drugiego pasa startowego to kolejny bardzo ważny projekt i ma być zakończony w 2014 r. Turystyczy i handlowy ruch pasażerski wzrósł w Peru dramatycznie, a przewiduje się podwoić w 2011 r. Tempo wzrostu jest wyższe niż gdziekolwiek indziej w Ameryce Łacińskiej. „Arquitectonica” biuro architektoniczne z siedzibą w Miami i Lima Airport Partners zatwierdziło budowę drugiego terminalu i dalszą rozbudowa głównego terminalu.

## Infrastruktura komercyjna

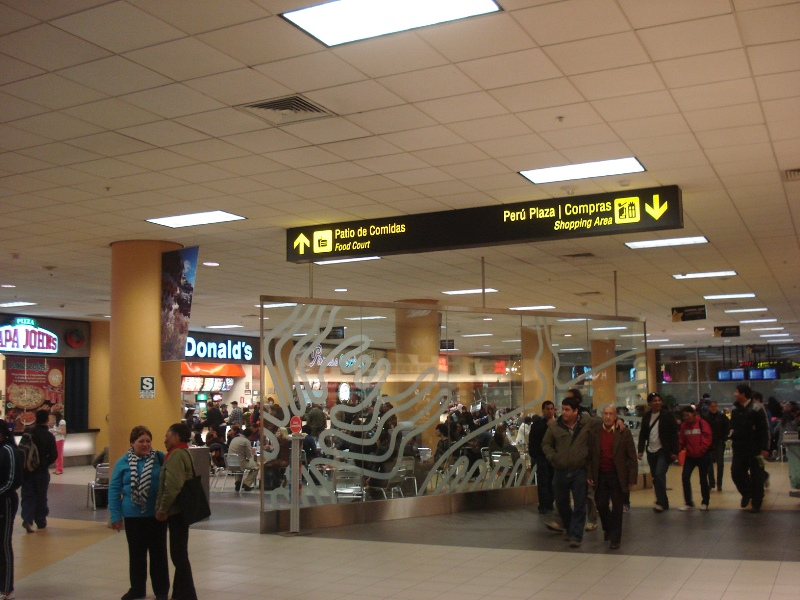
Food Court

Hotel – Wraz z rozbudową lotnisk Lima Airport Partners oddału do użytku czterogwiazdkowy hotel „Ramada Costa del Sol, naprzeciwko wieży kontrolnej i hali przylotów. Hotel zbudowany jest z paneli tłumiących hałas, a także restauracji, basenu, centrum biznesowego, spa, salonu kosmetycznego, siłowni i baru.
Centrum handlowe „Peru Plaza” – Usytuowane w pobliżu terminalu pasażerskiego w Concourse Grand, rozbuowane zawiera nowe centrum handlowe ze sklepami, restauracjami, siłownią, spa i sklepami z pamiątkami. Sklepy takie jak Lacoste, Tommy Hilfiger, Versace, Timberland i Esprit znajdują się w strefie wolnocłowej w hali, obszar ten będzie również rozbudowany w 2011 roku.
Food Court – Znajduje się na drugim piętrze, składa się z takich obiektów jak: McDonald’s, Papa John’s, Starbucks i inne, jest też Dunkin’ Donuts obok głównego wejścia do terminala.

## Obsługa pasażerów
Saloniki VIP – Port lotniczy Jorge Chávez ma różne Salony VIP w terminalu odlotów, takiej jak „VIP Peru”, luksusową poczekalnię z barami, stołami i innymi udogodnieniami. Dla pasażerów pierwszej klasy, jest ekskluzywny salon w pobliżu bramek, „VIP Club”. Odnowiony „SUMAQ Lounge dla VIP-ów”, salon wyłącznie dla pasażerów klasy pierwszej i biznes nominowany jako najlepszy salon VIP roku przez przegląd „Priority Pass” VIP Network.
Transport – Transport między lotniskiem a miastem jest prowadzony przez taksówki, autobusy turystyczne i samochody dostawcze. Ze względów bezpieczeństwa zaleca się korzystanie wyłącznie z taksówek oferowanych przez firmy zarejestrowane w hali przylotów lotniska.
Informacja turystyczna – Informacja turystyczna oferowana jest w pobliżu międzynarodowych i krajowych przylotów i odlotów. Materiały obejmują największe atrakcje turystyczne kraju i przeznaczone są dla turystów.

## Linie lotnicze i połączenia
- LC Busre (Andahuaylas, Ayacucho, Cajamarca, Huánuco, Huaraz, Jauja/Huancayo)
- Peruvian Airlines (Arequipa, Cuzco, Iquitos, Tacna)
- TACA Perú (Arequipa, Chiclayo, Cuzco, Juliaca, Piura, Tarapoto, Trujillo)
- Aerogal (Guayaquil, Quito)
- Aerolíneas Argentinas (Buenos Aires-Ezeiza)
- Aeroméxico (Meksyk)
- Air Canada (Toronto-Pearson)
- Air Europa (Madryt)
- Air France (Amsterdam, Paryż-Charles de Gaulle)
- American Airlines (Miami)
- Avianca (Bogota)
- British Airways (Londyn)
- Copa Airlines (Panama)
- Delta Air Lines (Atlanta)
- Iberia (Madryt])
- KLM (Amsterdam)
- Korean Air (Seul)
- LAN Airlines (Wyspa Wielkanocna, Los Angeles, Nowy Jork-JFK, Santiago)
- LAN Argentina (Buenos Aires-Ezeiza)
- LAN Ecuador (Guayaquil)
- LAN Perú (Antofagasta, Arequipa, Ayacucho, Barcelona, Bogota, Brasília, Buenos Aires, Cajamarca, Calama, Cali, Cancún, Cartagena, Chiclayo, Concepción, Córdoba, Cuzco, Foz do Iguaçu, Guayaquil, Havana, Ilo, Iquitos, Jaén, Jauja, Juliaca, La Paz, Los Angeles, Madryt, Medellín – JMC, Mendoza, Meksyk, Miami, Montego Bay, Montevideo, Nowy Jork, Orlando, Piura, Porto Alegre, Pucallpa, Puerto Maldonado, Punta Cana, Quito, Rio de Janeiro– Galeão, Rosario, Salta, San José(CR), San Miguel de Tucumán, Santa Cruz de la Sierra – Viru Viru, Santiago de Chile, São Paulo – Guarulhos, Tacna, Talara, Tarapoto, Trujillo, Tumbes)
- Sky Airline (Antofagasta, Santiago)
- Spirit Airlines (Fort Lauderdale)
- Star Perú (Cajamarca, Chiclayo, Cuzco, Iquitos, Pucallpa, Tarapoto)
- TACA Airlines (San Salvador)
  - TACA Perú (Asunción, Bogota, Brasília, Buenos Aires-Ezeiza, Cali, Caracas, Guayaquil, Hawana, La Paz, Medellín-Córdova, Meksyk, Miami, Montevideo, Porto Alegre, Quito, Rio de Janeiro-Galeão, San José (CR), San Salvador, Santa Cruz de la Sierra-Viru Viru, Santiago, Santo Domingo, São Paulo-Guarulhos)
  - Lacsa (Buenos Aires-Ezeiza, San José (CR), Santiago, São Paulo-Guarulhos)
- TAM Linhas Aéreas (São Paulo-Guarulhos)
- United Airlines (Houston-Intercontinental, San Francisco)

### Cargo
- ABSA
- Atlas Air
- Centurion Air Cargo
- Cielos Airlines
- DHL
- FedEx
- Florida West International Airways
- LAN Cargo
- Lufthansa Cargo
- MasAir
- MTA – Master Top Airlines
- Tampa Cargo
- UPS

## Katastrofy
- Katastrofa lotu Aeroperú 603